# Маевское (озеро)
Ма́евское (бел. Ма́еўскае) — озеро в Чашникском районе Витебской области Белоруссии. Относится к бассейну реки Свечанка, протекающей через озеро.

## Описание
Озеро Маевское располагается в 18 км к юго-востоку от города Чашники. К юго-востоку от водоёма находится деревня Малый Озерецк, к юго-западу — деревня Хотлино.
Площадь зеркала составляет 0,16 км², длина — 0,88 км, наибольшая ширина — 0,28 км. Длина береговой линии — 2,98 км. Наибольшая глубина — 10,5 м, средняя — 4,9 м. Объём воды в озере — 0,78 млн м³. Площадь водосбора — 100 км².
Котловина имеет продолговатую форму, вытянутую с юго-запада на северо-восток. Склоны высотой 2—3 м, пологие, преимущественно распаханные. Восточные склоны высотой до 10 м, крутые, покрытые кустарником. Береговая линия слабоизвилистая. Берега низкие, песчаные, поросшие кустарником. Озеро окаймляет узкая пойма шириной не свыше 5 м, местами заболоченная. Мелководье узкое, расширяющееся на юге и западе. Дно у берегов песчаное, глубже — илистое. Наибольшая глубина отмечена в северной части озера, напротив вытока реки Свечанка.
Ниже по течению Свечанки, протекающей через водоём, находится озеро Хотлинское, а выше — озеро Стержень.
В озере обитают окунь, плотва, лещ, линь, карась и другие виды рыб.